# Гайлігенграбе
Гайлігенграбе (нім. Heiligengrabe) — громада в Німеччині, розташована в землі Бранденбург. Входить до складу району Східний Прігніц-Руппін.

## Географія
Площа — 232,30 км2. Населення становить 4379 ос. (станом на 31 грудня 2020).

## Адміністративний поділ
До муніципалітету Хайлігенграбе належать райони, населені пункти та житлові райони:
1. Верніков (нім. Wernikow) ) з розширенням мікрорайону (нім. Wernikow Ausbau)
2. Бландіков (нім. Blandikow)
3. Блесендорф із мікрорайоном Ганзов (нім. Ganzow)
4. Блюменталь (нім. Blumenthal) з районами Дальхаузен і Горст (нім. Dahlhausen, Horst), а також житловими районами Бухгорст, поселенням та Вальдхоф (нім. Buchhorst, Siedlung, Waldhof)
5. Грабов (нім. Grabow) поблизу Блюменталя з житловим районом Кукуксмюле (нім. Kuckucksmühle)
6. Гайлігенграбе (нім. Heiligengrabe) з житловими районами Хохехайде і Техов (нім. Hoheheide, Techow)
7. Герцшпрунг (нім. Herzsprung)
8. Заатцке (нім. Zaatzke) з частиною громади Глініке (нім. Glienicke) та житловим районом Фольквіг (нім. Volkwig)
9. Кенігсберг (нім. Königsberg) з житловими районами (нім. Kattenstiegmühle, Wüsten-Barenthin)
10. Лібенталь (нім. Liebenthal)
11. Маульбервальде (нім. Maulbeerwalde) з поселенням Маулбервальдер (нім. Maulbeerwalder Siedlung)
12. Папенбрух (нім. Papenbruch) з житловим районом (нім. Natteheide)
13. Розенвінкель (нім. Rosenwinkel)
14. Ябель (нім. Jabel) з житловим районом Фрізенхоф (нім. Friesenhof)

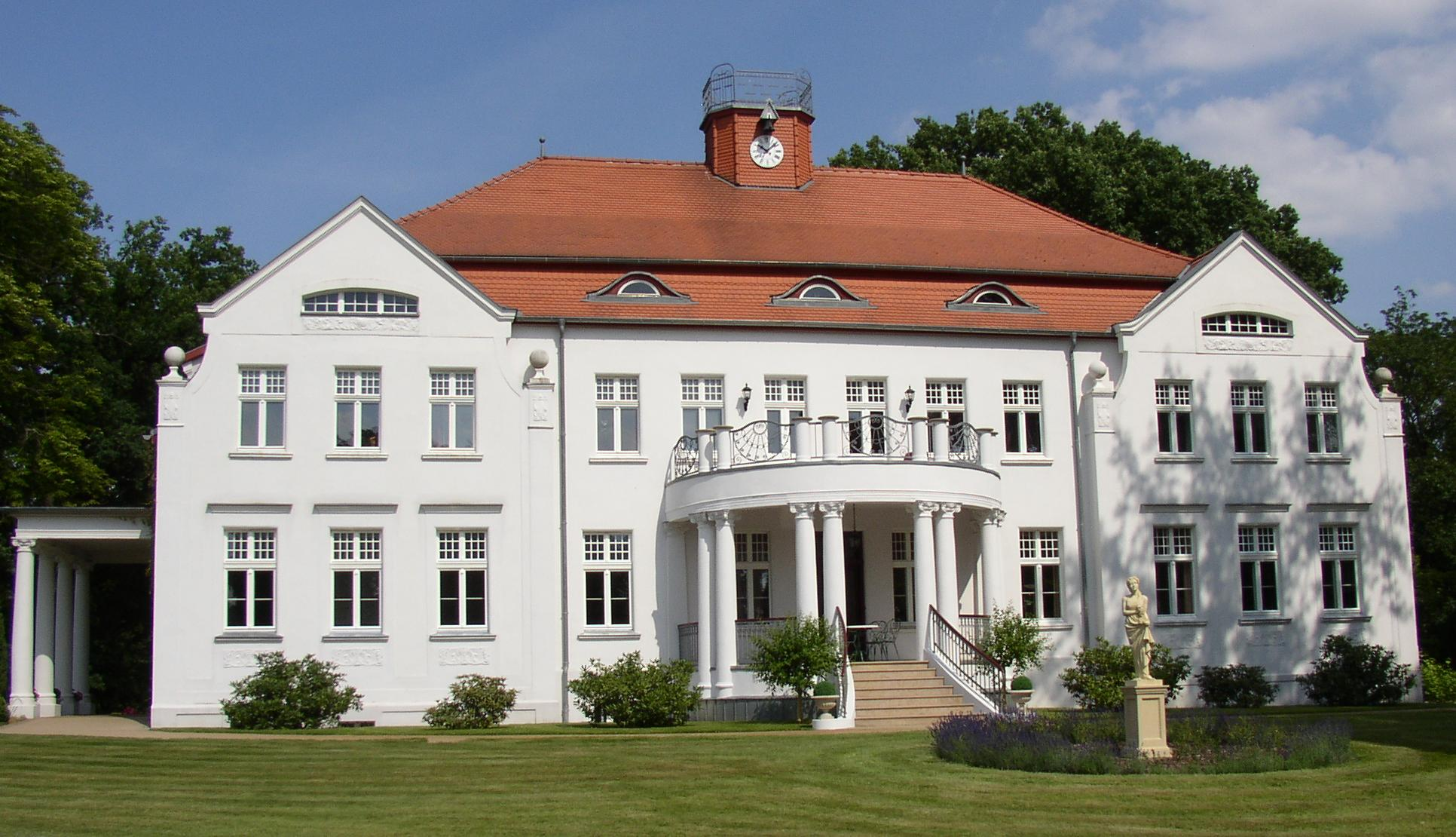
Садиба в стилі модерн, Маульбеервальде

## Історія

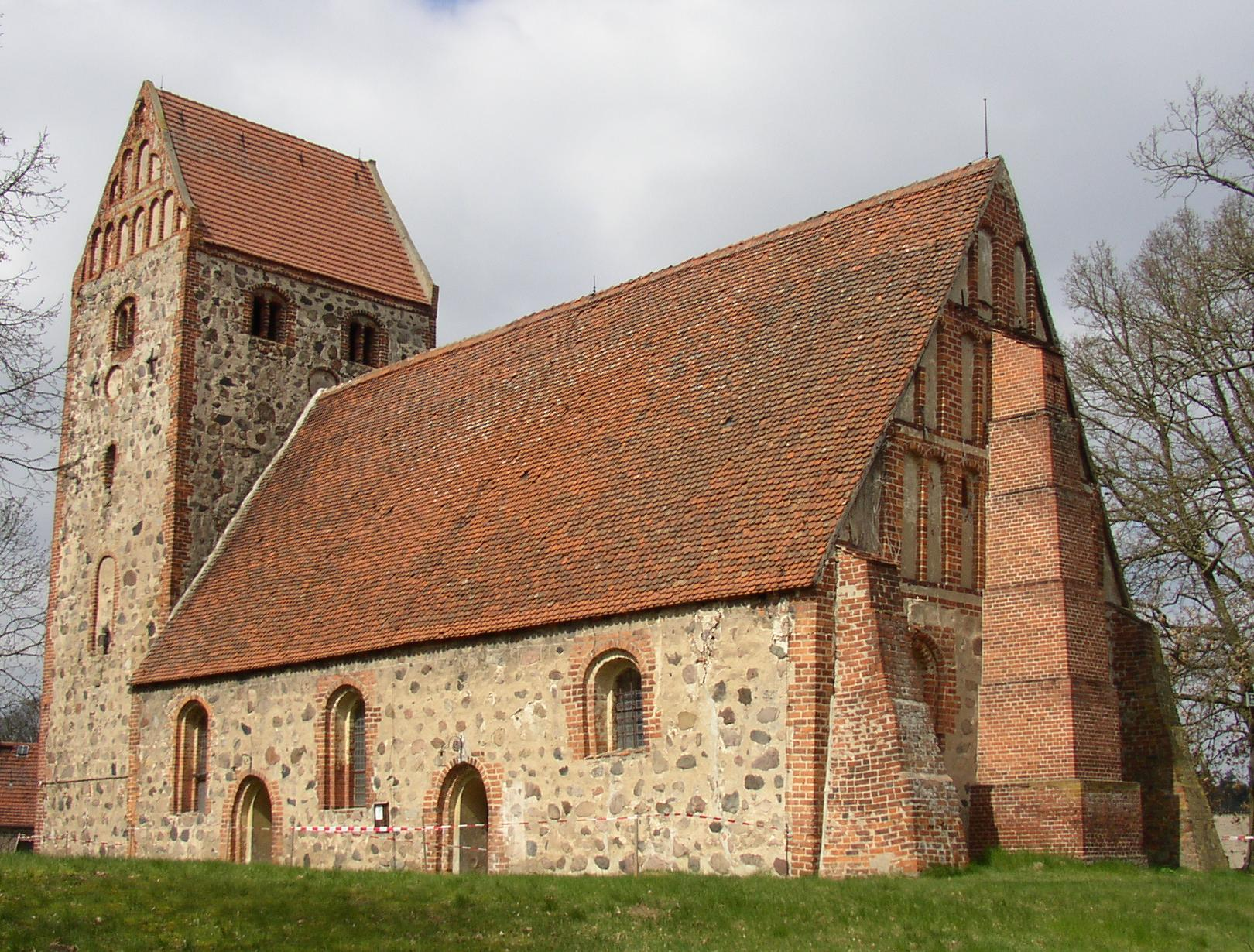
Церква в Хайлігенграбе-Кенігсберзі

З 1815 по 1945 рік Хайлігенграбе входив до складу пруської провінції Бранденбург. 
У 1943 році неподалік Бранденбурга було декілька концтаборів і таборів примусової праці. В останніх працювали українці.

Педченко Микола  писав 1.VIII.43 з села Коніксберг (Königsberg).
Ми — двоє з Київської області, одна з Полтавської, один поляк і два серби — працюємо на хазяїна який є старостою над чотирма селами.
 У нього 25 га лісу, приблизно 100 га землі, 12 корів, дев'ять теплиць, два бугаї, 12 поросят, коза, четверо коней. Гусей, качок, курей — без ліку. 
Має трактор, легковий автомобіль та молотарку.

З 1952 по 1990 рік він був частиною Безірк Потсдам (нім. Bezirk Potsdam) Східної Німеччини.

## Демографія
- Динаміка населення з 1875 року в сучасних кордонах (Синя лінія: населення; Пунктир: відносна порівняльна динаміка населення землі Бранденбург; Сірий фон: період Третього рейху; Помаранчевий фон: період НДР)
- Динаміка населення (синя лінія) і прогнози

| Рік  | Населення |
| ---- | --------- |
| 1875 | 6 413     |
| 1890 | 6 295     |
| 1910 | 6 135     |
| 1925 | 6 314     |
| 1939 | 6 029     |
| 1950 | 9 659     |
| 1964 | 7 201     |

| Рік  | Населення |
| ---- | --------- |
| 1971 | 6 783     |
| 1981 | 5 817     |
| 1985 | 5 624     |
| 1990 | 5 534     |
| 1995 | 5 245     |
| 2000 | 5 335     |
| 2005 | 5 087     |

| Рік  | Населення |
| ---- | --------- |
| 2010 | 4 693     |
| 2015 | 4 441     |
| 2016 | 4 426     |
| 2017 | 4 385     |
| 2018 | 4 399     |
| 2019 | 4 370     |
| 2020 | 4 379     |

Джерела даних вказані на Wikimedia Commons.

## Галерея

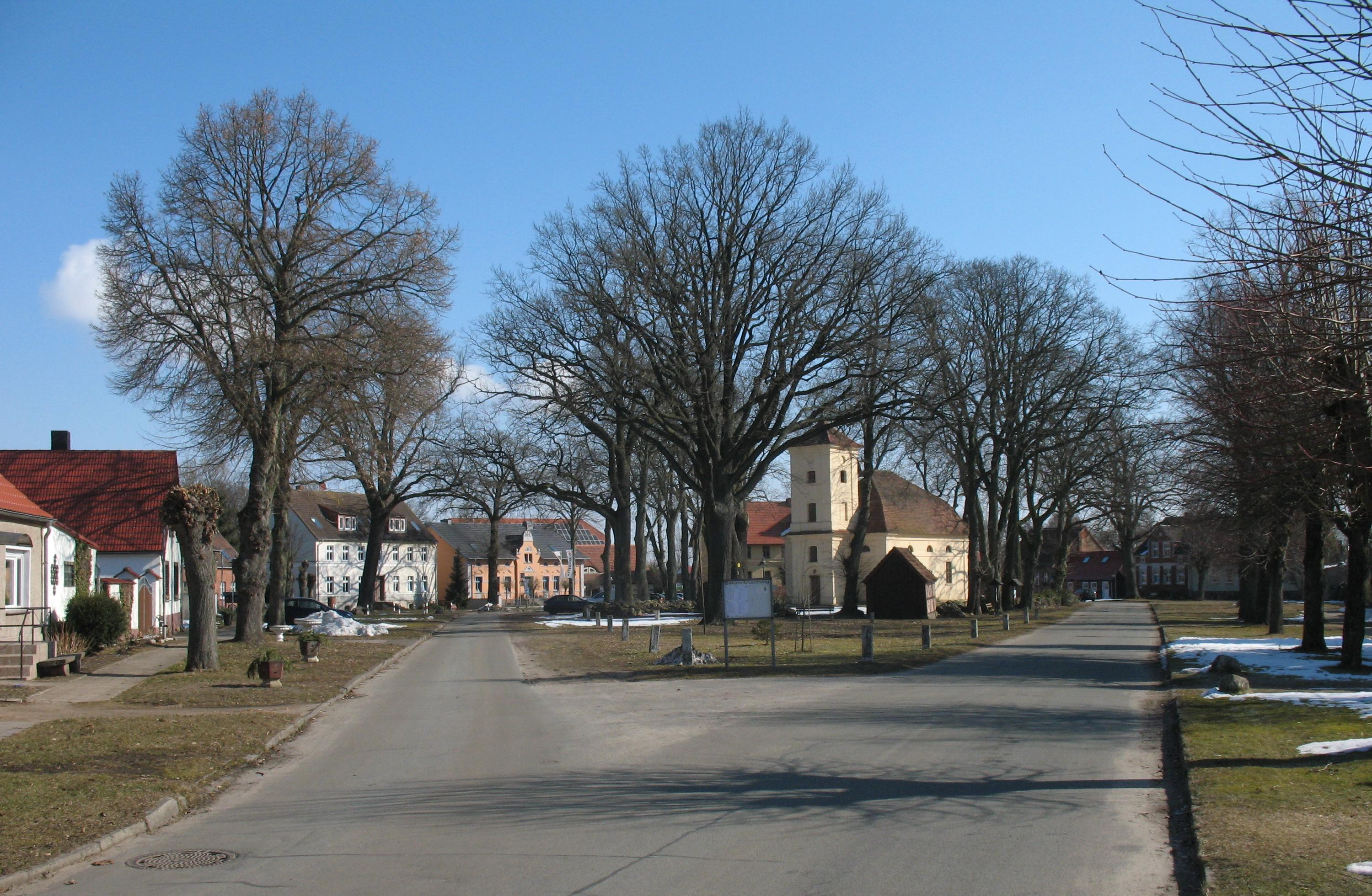
Кругле село Ябель
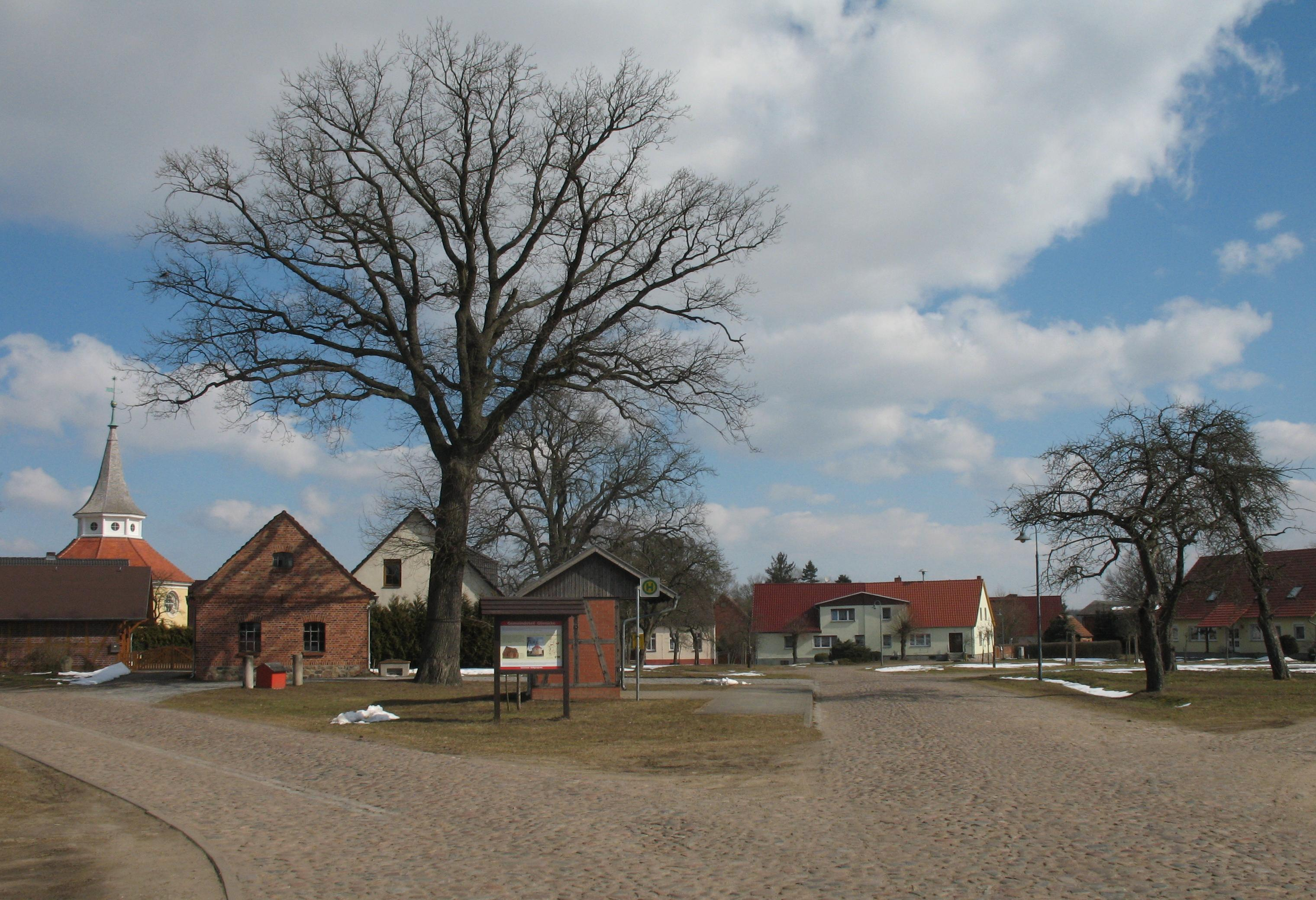
Кругле село Глініке
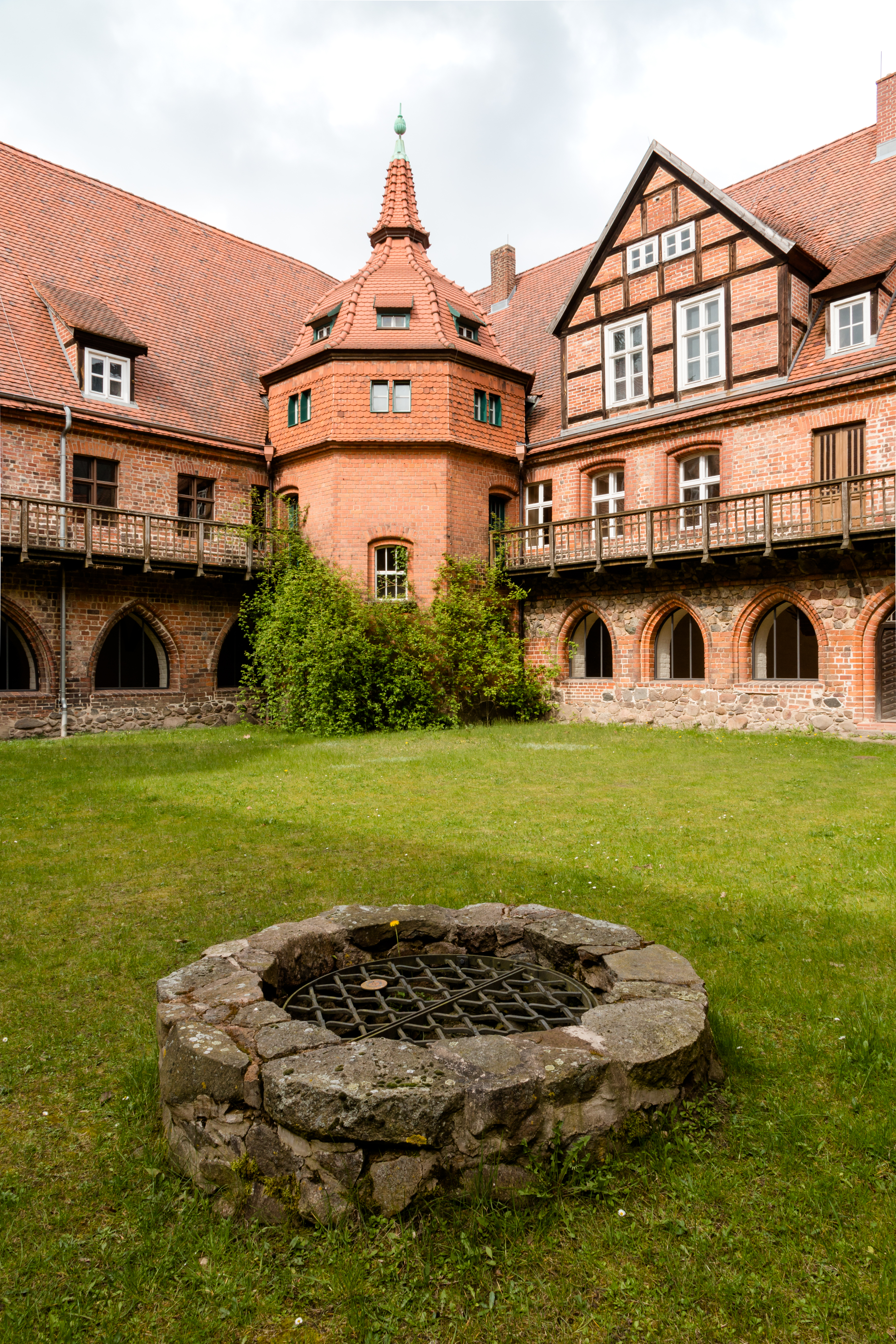
Абатство Хейлігенграбе, монастир